# Haiat Farag
Haiat Farag Youssef – (18 de febrero de 1987) es una deportista egipcia que compite en lucha libre. Ganó cuatro medallas en el Campeonato Africano entre 2008 y 2016. Obtuvo una medalla de plata en los Juegos Mediterráneos de 2013. 
Participó en los Juegos Olímpicos de Verano de Pekín 2008 consiguiendo un 13.er lugar en la categoría de 63 kg.

## Palmarés internacional
| Campeonato Africano  | Campeonato Africano    | Campeonato Africano | Campeonato Africano |
| Año                  | Lugar                  | Medalla             | Categoría           |
| -------------------- | ---------------------- | ------------------- | ------------------- |
| 2008                 | Túnez (Túnez)          | Medalla de oro      | 63 kg               |
| 2009                 | Casablanca (Marruecos) | Medalla de oro      | 63 kg               |
| 2015                 | Alejandría (Egipto)    | Medalla de plata    | 63 kg               |
| 2016                 | Alejandría (Egipto)    | Medalla de bronce   | 60 kg               |
| Juegos Mediterráneos |                        |                     |                     |
| Año                  | Lugar                  | Medalla             | Categoría           |
| 2013                 | Mersin (Turquía)       | Medalla de plata    | 60 kg               |